# 特溫奧克斯 (北卡羅萊納州)
特溫奧克斯（英語：Twin Oaks）是位於美國北卡羅萊納州亞利加尼縣的非建制地區。

## 地理
特溫奧克斯所處的海拔為高於海平面835米（即2739英呎），而該地所採用的時區為UTC-5，即北美东部时区（EST）。同時該地設有夏令時間，為UTC-5調快一小時，即UTC-4（EDT）。